# Walter Prax

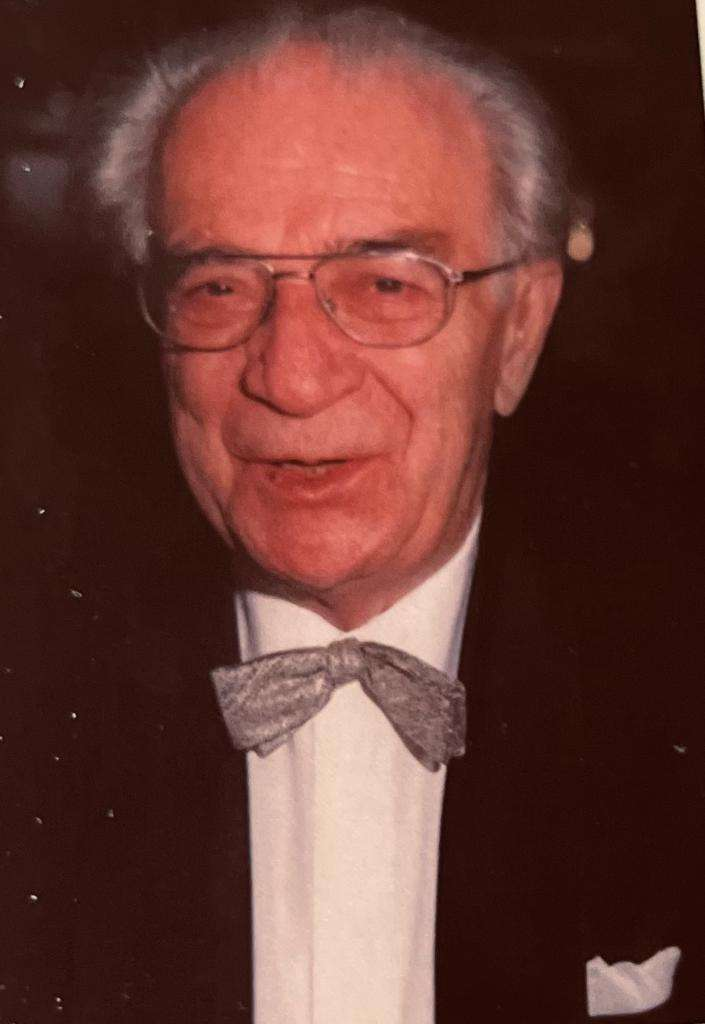
Walter Prax

Walter Prax (* 1925 in Huzová in der Tschechoslowakei, vormals auch als Deutsch Hause bezeichnet; † 2014 in Würzburg, Bayern) war ein deutscher Journalist und langjähriger Pressesprecher des Bundesministeriums der Finanzen (BMF) und des Bundesschatzministeriums in Bonn.

## Berufliches
Walter Prax arbeitete als gelernter Wirtschaftsjournalist zunächst bei Zeitungen in Soest und Würzburg.
Ab dem Jahr 1967 wurde er in der Presseabteilung des Bundesschatzministeriums unter Bundesschatzminister Kurt Schmücker als Pressesprecher tätig. Im Zuge der Auflösung des Bundesschatzministeriums und der Verteilung seiner Aufgaben auf das Bundesministerium der Finanzen und das Bundesministerium für Wirtschaft wechselte Walter Prax als Pressesprecher zum Bundesfinanzministerium. Seine Dienstzeit von 22 Jahren endete dort mit seiner Pensionierung im Jahr 1990.
Dabei oblag ihm neben der Information und Betreuung von Journalisten und Medien auch die Organisation und Vorbereitung von großen Veranstaltungen wie z. B. Jahrestagungen des Internationalen Währungsfonds (IWF).
Insgesamt arbeitete er für die Minister Schmücker (CDU) – Bundesschatzministerium, Möller (SPD) – BMF,
Schiller (SPD) – BMF (zeitweise zugleich Minister des BMW),
Schmidt (SPD) – BMF (späterer Bundeskanzler),
Apel (SPD) – BMF,
Matthöfer (SPD) – BMF,
 Lahnstein (SPD) – BMF, Stoltenberg (CDU) – BMF, und  Waigel (CSU) – BMF.

## Ehrung
1982 wurde Walter Prax in Anerkennung seiner Verdienste das Verdienstkreuz am Bande durch Bundespräsident Karl Carstens verliehen.